# Relief (revistă)
Revista Relief este o publicație culturală editată de Fundația Culturală "Ioan Slavici" din Arad.